# 100 meter för herrar i friidrott vid olympiska sommarspelen 2012
Herrarnas 100 meter vid olympiska sommarspelen 2012, i London i Storbritannien avgjordes den fjärde och femte augusti på Londons Olympiastadion. Tävlingen inleddes med en försöksomgång där deltagarna som inte uppnått kvalgränsen för tävlingarna deltog. Efter det hölls kvartsfinaler, semifinaler och till sist finalen där 8 löpare deltog. Usain Bolt från Jamaica var regerande mästare efter att han i OS 2008 slagit världsrekordet.

## Medaljörer
| Event     | Guld               | Guld               | Silver              | Silver              | Brons             | Brons             |
| 100 meter | Usain Bolt Jamaica | Usain Bolt Jamaica | Yohan Blake Jamaica | Yohan Blake Jamaica | Justin Gatlin USA | Justin Gatlin USA |

## Rekord
Före tävlingarna gällde dessa rekord:
| Världsrekord 0VR0     | Usain Bolt (JAM)  | 9,58 | Berlin, Tyskland  | 16 augusti 2009 |
| Olympiskt rekord 0OR0 | Usain Bolt (JAM)  | 9,69 | Peking, Kina      | 16 augusti 2008 |
| Världsårsbästa 0VB0   | Yohan Blake (JAM) | 9,75 | Kingston, Jamaica | 30 juni 2012    |

## Program
Tider anges i lokal tid, det vill säga västeuropeisk sommartid (UTC+1).
4 augusti
- 10:00 – Försök
- 12:30 – Kvartsfinal

5 augusti
- 19:45 – Semifinal
- 21:50 – Final

## Resultat
- 0Q0 innebär avancemang utifrån placering i heatet.
- 0q0 innebär avancemang utifrån total placering.
- 0DNS0 innebär att personen inte startade.
- 0DNF0 innebär att personen inte fullföljde.
- 0DSQ0 innebär diskvalificering.
- 0NR0 innebär nationellt rekord.
- 0OR0 innebär olympiskt rekord.
- 0VR0 innebär världsrekord.
- 0VRJ0 innebär världsrekord för juniorer
- 0AR0 innebär världsdelsrekord (area record)
- 0PB0 innebär personligt rekord.
- 0SB0 innebär säsongsbästa.

### Försöksheat

#### Heat 1
| Pl. | Namn                      | Nationalitet          | Reaktionstid   | Resultat | Noteringar |
| --- | ------------------------- | --------------------- | -------------- | -------- | ---------- |
| 1   | Artur Bruno Rojas         | Bolivia               | 0,162          | 10,62    | 0Q0        |
| 2   | Devilert Arsene Kimbembe  | Kongo-Brazzaville     | 0.143          | 10.68    | 0Q0, 0SB0  |
| 3   | Holder da Silva           | Guinea-Bissau         | 0.168          | 10.69    | 0q0, 0SB0  |
| 4   | Joseph Andy Lui           | Tonga                 | 0.184          | 11.17    |            |
| 5   | Mohan Khan                | Bangladesh            | 0.149          | 11.25    | 0PB0       |
| 6   | Kilakone Siphonexay       | Laos                  | 0.174          | 11.30    |            |
| 7   | Christopher Lima da Costa | São Tomé och Príncipe | 0.195          | 11.56    | 0PB0       |
|     |                           |                       | Vind: +0.9 m/s |          |            |

#### Heat 2
| Pl. | Namn                | Nationalitet  | Reaktionstid   | Resultat | Noteringar |
| --- | ------------------- | ------------- | -------------- | -------- | ---------- |
| 1   | Jurgen Themen       | Surinam       | 0,158          | 10,55    | 0Q0        |
| 2   | Fernando Lumain     | Indonesien    | 0.155          | 10.80    | 0Q0, 0SB0  |
| 3   | Wilfried Bingangoye | Gabon         | 0.239          | 10.89    |            |
| 4   | Liaquat Ali         | Pakistan      | 0.169          | 10.90    |            |
| 5   | Rodman Teltull      | Palau         | 0.171          | 11.06    | 0PB0       |
| 6   | Tavevele Noa        | Tuvalu        | 0.180          | 11.55    |            |
| 7   | Timi Garstang       | Marshallöarna | 0.162          | 12.81    |            |
|     |                     |               | Vind: +0.9 m/s |          |            |

#### Heat 3
| Pl. | Namn                  | Nationalitet                 | Reaktionstid   | Resultat | Noteringar |
| --- | --------------------- | ---------------------------- | -------------- | -------- | ---------- |
| 1   | Béranger Aymard Bosse | Centralafrikanska republiken | 0,162          | 10,55    | 0Q0        |
| 2   | Yeo Foo Ee Gary       | Singapore                    | 0.159          | 10.57    | 0Q0, 0PB0  |
| 3   | Azneem Ahmed          | Maldiverna                   | 0.153          | 10.79    | 0q0, 0NR0  |
| 4   | J'maal Alexander      | Brittiska Jungfruöarna       | 0.163          | 10.92    |            |
| 5   | John Howard           | Mikronesiska federationen    | 0.203          | 11.05    |            |
| 6   | Chris Walasi          | Salomonöarna                 | 0.164          | 11.42    |            |
| 7   | Elama Fa’atonu        | Amerikanska Samoa            | 0.170          | 11.48    | 0PB0       |
|     |                       |                              | Vind: +1.7 m/s |          |            |

#### Heat 4
| Pl. | Namn                   | Nationalitet                   | Reaktionstid   | Resultat | Noteringar |
| --- | ---------------------- | ------------------------------ | -------------- | -------- | ---------- |
| 1   | Gérard Kobéané         | Burkina Faso                   | 0,194          | 10,42    | 0Q0, 0SB0  |
| 2   | Fabrice Coiffic        | Mauritius                      | 0.149          | 10.62    | 0Q0        |
| 3   | Courtney Carl Williams | Saint Vincent och Grenadinerna | 0.164          | 10.80    | 0PB0       |
| 4   | Rachid Chouhal         | Malta                          | 0.160          | 10.83    | 0SB0       |
| 5   | Tilak Ram Tharu        | Nepal                          | 0.156          | 10.85    | 0PB0       |
| 6   | Masoud Azizi           | Afghanistan                    | 0.167          | 11.19    |            |
| 7   | Nooa Takooa            | Kiribati                       | 0.155          | 11.53    | 0PB0       |
| 8   | Patrick Tuara          | Cooköarna                      | 0.165          | 11.72    |            |
|     |                        |                                | Vind: +0.5 m/s |          |            |

### Omgång 1

#### Heat 1
| Pl. | Bana | Namn                  | Nationalitet        | Reaktionstid   | Resultat | Noteringar | Kval. |
| --- | ---- | --------------------- | ------------------- | -------------- | -------- | ---------- | ----- |
| 1   | 6    | Tyson Gay             | USA                 | 0,147          | 10,08    |            | 0Q0   |
| 2   | 5    | Richard Thompson      | Trinidad och Tobago | 0.151          | 10.14    |            | 0Q0   |
| 3   | 7    | Gerald Phiri          | Zambia              | 0.147          | 10.16    | 0SB0       | 0Q0   |
| 4   | 3    | Jaysuma Saidy Ndure   | Norge               | 0.166          | 10.28    |            |       |
| 5   | 4    | Angel David Rodriguez | Spanien             | 0.168          | 10.34    |            |       |
| 6   | 2    | Jurgen Themen         | Surinam             | 0.169          | 10.53    |            |       |
| 7   | 5    | Isidro Montoya        | Colombia            | 0.165          | 10.54    |            |       |
| 8   | 1    | Yeo Foo Ee Gary       | Singapore           | 0.144          | 10.69    |            |       |
|     |      |                       |                     | Vind: −1.4 m/s |          |            |       |

#### Heat 2
| Pl. | Bana | Namn                      | Nationalitet        | Reaktionstid   | Resultat | Noteringar | Kval. |
| --- | ---- | ------------------------- | ------------------- | -------------- | -------- | ---------- | ----- |
| 1   | 4    | Justin Gatlin             | USA                 | 0,200          | 9,97     |            | 0Q0   |
| 2   | 6    | Derrick Atkins            | Bahamas             | 0.179          | 10.22    |            | 0Q0   |
| 3   | 5    | Rondel Sorrillo           | Trinidad och Tobago | 0.148          | 10.23    |            | 0Q0   |
| 4   | 8    | Dariusz Kuc               | Polen               | 0.163          | 10.24    |            |       |
| 5   | 9    | Nilson Andre              | Brasilien           | 0.172          | 10.26    | 0SB0       |       |
| 6   | 7    | Masashi Eriguchi          | Japan               | 0.144          | 10.30    |            |       |
| 7   | 3    | Barakat Mubarak Al-Harthi | Oman                | 0.152          | 10.41    |            |       |
| 8   | 2    | Fernando Lumain           | Indonesien          | 0.162          | 10.90    |            |       |
|     |      |                           |                     | Vind: +0.7 m/s |          |            |       |

#### Heat 3
| Pl. | Bana | Namn                  | Nationalitet                 | Reaktionstid   | Resultat | Noteringar | Kval. |
| --- | ---- | --------------------- | ---------------------------- | -------------- | -------- | ---------- | ----- |
| 1   | 6    | Ryan Bailey           | USA                          | 0,177          | 9,88     | 0PB0       | 0Q0   |
| 2   | 7    | Ben Youssef Meite     | Elfenbenskusten              | 0.174          | 10.06    | 0NR0       | 0Q0   |
| 3   | 5    | Justyn Warner         | Kanada                       | 0.149          | 10.09    | 0PB0       | 0Q0   |
| 4   | 3    | Kemar Hyman           | Caymanöarna                  | 0.150          | 10.16    |            | 0q0   |
| 5   | 8    | Suwaibou Sanneh       | Gambia                       | 0.176          | 10.21    | 0NR0       | 0q0   |
| 6   | 4    | Rytis Sakalauskas     | Litauen                      | 0.178          | 10.29    |            |       |
| 7   | 1    | Berenger Aymard Bosse | Centralafrikanska republiken | 0.170          | 10.55    |            |       |
| 8   | 2    | Artur Bruno Rojas     | Bolivia                      | 0.154          | 10.65    |            |       |
|     |      |                       |                              | Vind: +1.5 m/s |          |            |       |

#### Heat 4
| Pl.  | Bana | Namn                      | Nationalitet          | Reaktionstid   | Resultat | Noteringar | Kval. |
| ---- | ---- | ------------------------- | --------------------- | -------------- | -------- | ---------- | ----- |
| 1    | 6    | Usain Bolt                | Jamaica               | 0,178          | 10,08    |            | 0Q0   |
| 2    | 4    | Daniel Bailey             | Antigua och Barbuda   | 0.162          | 10.12    |            | 0Q0   |
| 3    | 5    | James Dasaolu             | Storbritannien        | 0.174          | 10.13    |            | 0Q0   |
| 4    | 2    | Amr Ibrahim Mostafa Seoud | Egypten               | 0.164          | 10.22    |            |       |
| 5    | 3    | Jason Rogers              | Saint Kitts och Nevis | 0.177          | 10.30    |            |       |
| 6    | 7    | Ohgo-Oghene Egwero        | Nigeria               | 0.174          | 10.38    |            |       |
| 7    | 1    | Holder da Silva           | Guinea-Bissau         | 0.182          | 10.71    |            |       |
| i.u. | 8    | Idrissa Adam              | Kamerun               | 0.206          | i.u.     | 0DNF0      |       |
|      |      |                           |                       | Vind: +0.4 m/s |          |            |       |

#### Heat 5
| Pl. | Bana | Namn                     | Nationalitet      | Reaktionstid  | Resultat | Noteringar | Kval. |
| --- | ---- | ------------------------ | ----------------- | ------------- | -------- | ---------- | ----- |
| 1   | 6    | Asafa Powell             | Jamaica           | 0,166         | 10,04    |            | 0Q0   |
| 2   | 3    | Adam Gemili              | Storbritannien    | 0.156         | 10.11    |            | 0Q0   |
| 3   | 5    | Churandy Martina         | Nederländerna     | 0.168         | 10.20    |            | 0Q0   |
| 4   | 8    | Reza Ghasemi             | Iran              | 0.148         | 10.31    |            |       |
| 5   | 4    | Obinna Metu              | Nigeria           | 0.153         | 10.35    |            |       |
| 6   | 7    | Ramon Gittens            | Barbados          | 0.162         | 10.35    |            |       |
| 7   | 1    | Paul Williams            | Grenada           | 0.168         | 10.65    |            |       |
| 8   | 2    | Devilert Arsene Kimbembe | Kongo-Brazzaville | 0.157         | 10.94    |            |       |
|     |      |                          |                   | Vind: 0.0 m/s |          |            |       |

#### Heat 6
| Pl. | Bana | Namn           | Nationalitet          | Reaktionstid   | Resultat | Noteringar | Kval. |
| --- | ---- | -------------- | --------------------- | -------------- | -------- | ---------- | ----- |
| 1   | 4    | Yohan Blake    | Jamaica               | 0,175          | 10,00    |            | 0Q0   |
| 2   | 6    | Ryota Yamagata | Japan                 | 0.149          | 10.07    | 0PB0       | 0Q0   |
| 3   | 2    | Su Bingtian    | Kina                  | 0.162          | 10.19    | 0SB0       | 0Q0   |
| 4   | 5    | Antoine Adams  | Saint Kitts och Nevis | 0.154          | 10.22    |            | 0q0   |
| 5   | 8    | Peter Emelieze | Nigeria               | 0.153          | 10.22    | 0SB0       |       |
| 6   | 7    | Jeremy Bascom  | Guyana                | 0.135          | 10.31    |            |       |
| 7   | 3    | Marek Niit     | Estland               | 0.158          | 10.40    |            |       |
| 8   | 1    | Azneem Ahmed   | Maldiverna            | 0.157          | 10.84    |            |       |
|     |      |                |                       | Vind: +1.3 m/s |          |            |       |

#### Heat 7
| Pl.  | Bana | Namn            | Nationalitet          | Reaktionstid   | Resultat | Noteringar | Kval. |
| ---- | ---- | --------------- | --------------------- | -------------- | -------- | ---------- | ----- |
| 1    | 8    | Dwain Chambers  | Storbritannien        | 0,157          | 10,02    | 0SB0       | 0Q0   |
| 2    | 5    | Jimmy Vicaut    | Frankrike             | 0.196          | 10.11    | 0SB0       | 0Q0   |
| 3    | 4    | Keston Bledman  | Trinidad och Tobago   | 0.195          | 10.13    |            | 0Q0   |
| 4    | 6    | Warren Fraser   | Bahamas               | 0.171          | 10.27    |            |       |
| 5    | 7    | Miguel López    | Puerto Rico           | 0.145          | 10.31    |            |       |
| 6    | 1    | Gérard Kobéané  | Burkina Faso          | 0.186          | 10.48    |            |       |
| 7    | 2    | Fabrice Coiffic | Mauritius             | 0.165          | 10.59    |            |       |
| i.u. | 3    | Kim Collins     | Saint Kitts och Nevis | i.u.           | i.u.     | 0DNS0      |       |
|      |      |                 |                       | Vind: +2.0 m/s |          |            |       |

### Semifinaler

#### Heat 1
| Pl. | Bana | Namn              | Nationalitet        | Reaktionstid   | Resultat | Noteringar | Kval. |
| --- | ---- | ----------------- | ------------------- | -------------- | -------- | ---------- | ----- |
| 1   | 7    | Justin Gatlin     | USA                 | 0,187          | 9,82     |            | 0Q0   |
| 2   | 2    | Churandy Martina  | Nederländerna       | 0,148          | 9,91     | 0NR0       | 0Q0   |
| 3   | 4    | Asafa Powell      | Jamaica             | 0.155          | 9.94     |            | 0q0   |
| 4   | 8    | Keston Bledman    | Trinidad och Tobago | 0.175          | 10.04    |            |       |
| 5   | 6    | Ben Youssef Meite | Elfenbenskusten     | 0.163          | 10.13    |            |       |
| 6   | 5    | Jimmy Vicaut      | Frankrike           | 0.203          | 10.16    |            |       |
| 7   | 9    | James Dasaolu     | Storbritannien      | 0.174          | 10.18    |            |       |
| 8   | 3    | Suwaibou Sanneh   | Gambia              | 0.175          | 10.18    | 0NR0       |       |
|     |      |                   |                     | Vind: +0.7 m/s |          |            |       |

#### Heat 2
| Pl. | Bana | Namn             | Nationalitet          | Reaktionstid   | Resultat | Noteringar | Kval. |
| --- | ---- | ---------------- | --------------------- | -------------- | -------- | ---------- | ----- |
| 1   | 4    | Usain Bolt       | Jamaica               | 0,180          | 9,87     |            | 0Q0   |
| 2   | 6    | Ryan Bailey      | USA                   | 0.155          | 9.96     |            | 0Q0   |
| 3   | 8    | Richard Thompson | Trinidad och Tobago   | 0.158          | 10.02    |            | 0q0   |
| 4   | 5    | Dwain Chambers   | Storbritannien        | 0.154          | 10.05    |            |       |
| 5   | 9    | Gerald Phiri     | Zambia                | 0.165          | 10.11    | 0SB0       |       |
| 6   | 7    | Daniel Bailey    | Antigua och Barbuda   | 0.142          | 10.16    |            |       |
| 7   | 2    | Antoine Adams    | Saint Kitts och Nevis | 0.159          | 10.27    |            |       |
| 8   | 3    | Su Bingtian      | Kina                  | 0.157          | 10.28    |            |       |
|     |      |                  |                       | Vind: +1.0 m/s |          |            |       |

#### Heat 3
| Pl.  | Bana | Namn            | Nationalitet        | Reaktionstid   | Resultat | Noteringar | Kval. |
| ---- | ---- | --------------- | ------------------- | -------------- | -------- | ---------- | ----- |
| 1    | 6    | Yohan Blake     | Jamaica             | 0,176          | 9,85     |            | 0Q0   |
| 2    | 4    | Tyson Gay       | USA                 | 0.151          | 9.90     |            | 0Q0   |
| 3    | 7    | Adam Gemili     | Storbritannien      | 0.158          | 10.06    |            |       |
| 4    | 8    | Derrick Atkins  | Bahamas             | 0.164          | 10.08    | 0SB0       |       |
| 5    | 9    | Justyn Warner   | Kanada              | 0.135          | 10.09    | 0PB0       |       |
| 6    | 5    | Ryota Yamagata  | Japan               | 0.158          | 10.10    |            |       |
| 7    | 3    | Rondel Sorrillo | Trinidad och Tobago | 0.140          | 10.31    |            |       |
| i.u. | 2    | Kemar Hyman     | Caymanöarna         | i.u.           | i.u.     | 0DNS0      |       |
|      |      |                 |                     | Vind: +1.7 m/s |          |            |       |

### Final

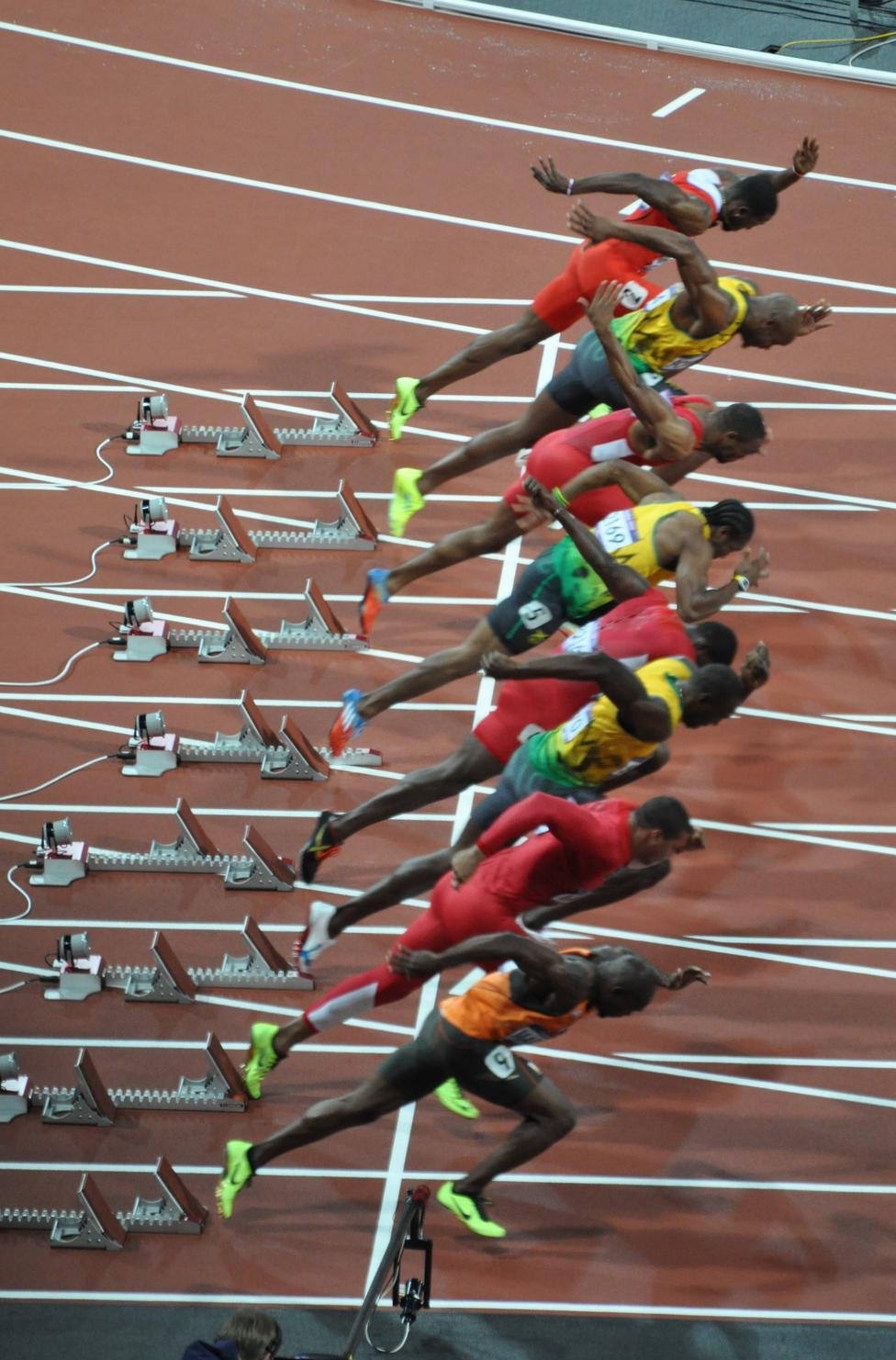
Startögonblicket av finalen; bana 9 närmast i bild.

| Pl. | Bana | Namn             | Nationalitet        | Reaktionstid   | Resultat | Noteringar |
| --- | ---- | ---------------- | ------------------- | -------------- | -------- | ---------- |
| 1   | 7    | Usain Bolt       | Jamaica             | 0,165          | 9,63     | 0OR0       |
| 2   | 5    | Yohan Blake      | Jamaica             | 0,179          | 9,75     | 0=PB0      |
| 3   | 6    | Justin Gatlin    | USA                 | 0,178          | 9,79     | 0PB0       |
| 4   | 4    | Tyson Gay        | USA                 | 0,145          | 9,80     | 0SB0       |
| 5   | 8    | Ryan Bailey      | USA                 | 0,176          | 9,88     | 0=PB0      |
| 6   | 9    | Churandy Martina | Nederländerna       | 0,139          | 9,94     |            |
| 7   | 2    | Richard Thompson | Trinidad och Tobago | 0,160          | 9,98     |            |
| 8   | 3    | Asafa Powell     | Jamaica             | 0.155          | 11.99    |            |
|     |      |                  |                     | Vind: +1.5 m/s |          |            |